# Jorge Alejandro Rodríguez Hernández
Jorge Alejandro Rodríguez Hernández (Tlaquepaque, Jalisco, 3 de septiembre de 2001) es un futbolista mexicano que se desempeña como defensa en el Atlas F.C. de la Primera División de México.

## Trayectoria

### Deportivo Toluca Fútbol Club
Debutó profesionalmente el día 18 de abril de 2021 en la derrota por 3-1 del Deportivo Toluca Fútbol Club ante el Club Santos Laguna.
El 1 de julio de 2023 se confirma un préstamo al Necaxa.

### Necaxa y Puebla
Llega al Necaxa para la temporada 2023-2024. En total juega con ellos 21 partidos en liga, 14 de ellos como titular. Cuando la temporada finalizó, Rodríguez volvió al Toluca, que lo volvió a ceder a Club Puebla.

## Estadísticas

### Clubes
Actualizado al último partido jugado el 21 de abril de 2024.
| D. Toluca · México                                                                                   | 1.ª           | 2020-21       | 4  | 0 | - | - | - | - | 4  | 0 | 0 |
| D. Toluca · México                                                                                   | 1.ª           | 2021-22       | 30 | 0 | - | - | - | - | 30 | 0 | 0 |
| D. Toluca · México                                                                                   | 1.ª           | 2022-23       | 12 | 0 | - | - | 1 | 0 | 12 | 0 | 0 |
| D. Toluca · México                                                                                   | Total         | Total         | 46 | 0 | 0 | 0 | 0 | 0 | 46 | 0 | 0 |
| C. Necaxa · México                                                                                   | 1.ª           | 2023-24       | 21 | 0 | - | - | 2 | 0 | 23 | 0 | 0 |
| C. Necaxa · México                                                                                   | Total         | Total         | 21 | 0 | 0 | 0 | 2 | 0 | 23 | 0 | 0 |
| Total carrera                                                                                        | Total carrera | Total carrera | 67 | 0 | 0 | 0 | 2 | 0 | 69 | 0 | 0 |
| (1) Incluye datos de . (2) Incluye datos de Leagues Cup. (3) No incluye goles en partidos amistosos. |               |               |    |   |   |   |   |   |    |   |   |